# 新組村
新組村（しんぐみむら）は、新潟県古志郡にあった村。1954年11月1日、長岡市に編入された。現在は長岡市と見附市のそれぞれ一部。

## 沿革
- 1889年4月1日 - 町村制施行に伴い、福井村，四ッ屋村，岩淵古新田，百束村，大黒新田，弥次右衛門新田，市郎右衛門新田，中村古新田，田尻古新田，福島村, 下新町村の11村が合併し、新組村成立。
- 1954年11月1日 - 全村が長岡市に編入される。
- 1955年11月1日 - 旧新組村のうち、見附市との合併を希望していた漆山、下新町の両地区を長岡市から見附市へ編入。(漆山は町村制以前の福井村の一部)